# Masters de París 2023
El Rolex Paris Masters 2023 fue un torneo de tenis masculino que se jugó desde el 30 de octubre hasta el 5 de noviembre de 2023 sobre pista dura. Correspondió a la edición número 52.ª del llamado Masters de París, patrocinado por Rolex. Tuvo lugar en París (Francia).

## Puntos y premios en efectivo

### Distribución del Torneo
| Evento       | G    | F   | SF  | CF  | R16 | R32 | R48 | C  | C2 | C1 |
| Individuales | 1000 | 600 | 360 | 180 | 90  | 45  | 10  | 16 | 8  | 0  |
| Dobles       | 1000 | 600 | 360 | 180 | 90  | 0   | —   | —  | —  | —  |

### Premios en efectivo
| Evento       | G        | F        | SF       | CF       | R16     | R32     | R48     | C2      | C1     |
| Individuales | €836,355 | €456,720 | €249,740 | €136,255 | €72,865 | €37,070 | €21,650 | €11,090 | €5,810 |
| Dobles       | €282,960 | €147,840 | €78,140  | €43,300  | €23,760 | €13,200 | —       | —       | —      |

## Cabezas de serie
Los cabezas de serie están establecidos al ranking del 23 de octubre.Además de los puntos del Masters de París 2022, la columna de defensa incluye puntos de los ATP Finals 2022, que también se eliminarán al final del torneo.

### Individuales masculino
| N.º | Rank. | Tenista            | Puntos | Puntos por defender | Puntos ganados | Nuevos puntos | Ronda hasta la que avanzó en el torneo                 |
| 1   | 1     | Novak Djokovic     | 11 045 | 2100                | 1000           | 9945          | Campeón, venció a Grigor Dimitrov                      |
| 2   | 2     | Carlos Alcaraz     | 8625   | 180                 | 10             | 8455          | Segunda ronda, perdió ante Román Safiulin [Q]          |
| 3   | 3     | Daniil Medvédev    | 7200   | 10                  | 10             | 7200          | Segunda ronda, perdió ante Grigor Dimitrov             |
| 4   | 4     | Jannik Sinner      | 5410   | 10                  | 90             | 5490          | Tercera ronda, se retiró ante Álex de Miñaur [13]      |
| 5   | 5     | Andrey Rublev      | 4935   | 490                 | 360            | 4805          | Semifinales, perdió ante Novak Djokovic [1]            |
| 6   | 7     | Holger Rune        | 4280   | 1000                | 180            | 3460          | Cuartos de final, perdió ante Novak Djokovic [1]       |
| 7   | 6     | Stefanos Tsitsipas | 4435   | 560                 | 360            | 4235          | Semifinales, perdió ante Grigor Dimitrov               |
| 8   | 8     | Casper Ruud        | 3705   | 890                 | 10             | 2825          | Segunda ronda, perdió ante Francisco Cerúndolo         |
| 9   | 10    | Taylor Fritz       | 3500   | 445                 | 45             | 3100          | Segunda ronda, se retiró ante Daniel Altmaier          |
| 10  | 9     | Alexander Zverev   | 3540   | (45)                | 90             | 3585          | Tercera ronda, perdió ante Stefanos Tsitsipas [7]      |
| 11  | 11    | Hubert Hurkacz     | 3110   | 45                  | 180            | 3245          | Cuartos de final, perdió ante Grigor Dimitrov          |
| 12  | 12    | Tommy Paul         | 2800   | 180                 | 45             | 2665          | Segunda ronda, perdió ante Botic van de Zandschulp [Q] |
| 13  | 13    | Álex de Miñaur     | 2650   | 90                  | 180            | 2740          | Cuartos de final, perdió ante Andrey Rublev [5]        |
| 14  | 14    | Frances Tiafoe     | 2480   | 180                 | 10             | 2310          | Primera ronda, perdió ante Aleksandr Búblik            |
| 15  | 16    | Ben Shelton        | 2355   | (80)                | 10             | 2285          | Primera ronda, perdió ante Alejandro Davidovich        |
| 16  | 15    | Karen Khachanov    | 2385   | 90                  | 180            | 2475          | Cuartos de final, perdió ante Stefanos Tsitsipas [7]   |

### Dobles masculino
| Tenista                                  | Ranking | Preclasificado |
| Ivan Dodig Austin Krajicek               | 3       | 1              |
| Wesley Koolhof Neal Skupski              | 7       | 2              |
| Rohan Bopanna Matthew Ebden              | 11      | 3              |
| Rajeev Ram Joe Salisbury                 | 15      | 4              |
| Marcel Granollers Horacio Zeballos       | 19      | 5              |
| Máximo González Andrés Molteni           | 23      | 6              |
| Santiago González Édouard Roger-Vasselin | 27      | 7              |
| Marcelo Arévalo Jean-Julien Rojer        | 33      | 8              |

## Campeones

### Individual masculino
Novak Djokovic venció a  Grigor Dimitrov por 6-4, 6-3

### Dobles masculino
Santiago González /  Édouard Roger-Vasselin vencieron a  Rohan Bopanna /  Matthew Ebden por 6-2, 5-7, [10-7]